# Johann Heinrich Voigt (Mathematiker, 1751)
Johann Heinrich Voigt (* 27. Juni 1751 in Gotha; † 6. September 1823 in Jena) war ein deutscher Mathematiker, Astronom und Physiker.

## Leben
Voigts Vater stammte aus mittleren Verhältnissen und starb 1759. Anfänglich durch Privatlehrer ausgebildet, besuchte Johann Heinrich ab 1759 das Gymnasium Illustre in Gotha, welches damals unter der Leitung des Rektors Johann Heinrich Stuß stand. Hier wurde unter anderem auch Johann Gottfried Geißler sein Lehrer. Am 19. Oktober 1770 immatrikulierte er sich an der Universität Jena, wo er eigentlich die Rechte studieren wollte und sich dann den mathematischen und physikalischen Studien widmete. 1774 mitarbeitender Lehrer am Gymnasium in Gotha, 1776 Gymnasialprofessor und 1778 ordentlicher Lehrer. Zum Professor der Mathematik in Jena berufen, erwarb er sich am 18. April 1789 den akademischen Grad eines Magisters der Philosophie (Dr. phil.) und übernahm am 4. Mai seine neue Stellung. Daneben wurde ihm die Aufsicht über die Erhaltung der zur Universität gehörigen Gebäude sowie die Leitung des Rechnungswesens der Universität übertragen.
1798 ernannte man ihn zum Hofrat von Sachsen Weimar-Eisenach, 1802 erhielt er zudem die Professur der Physik und 1817 wurde er geheimer Hofrat. Auch beteiligte sich Voigt an den organisatorischen Aufgaben der Jenaer Hochschule und war im Wintersemester 1793, 1802, 1807, 1818, sowie im Sommersemester 1795, 1802, 1803, 1814, 1816 Rektor der Alma Mater. Voigt lieferte Beiträge zur Gothaischen gelehrten Allgemeinen Literaturzeitung und redigierte das Magazin für das Neueste aus der Physik und Naturgeschichte. Er war Mitglied der gothaischen gemeinnützigen Gesellschaft der Wissenschaften, der hannöverischen Gesellschaft der Wissenschaften in Göttingen, der naturforschenden Gesellschaft in Jena, der mathematisch-physikalischen Gesellschaft in Erfurt, der mineralogischen Gesellschaft in Jena, der naturforschenden Gesellschaft Westphalens, der königlich bayrischen Akademie der Wissenschaften in München und der wetterauischen Gesellschaft der gesamten Naturkunde.
Voigt war zwei Mal verheiratet. Seine erste Ehe schloss er 1778 in Gotha mit einer Tochter († Herbst 1802) des Prorektors am Gymnasium in Gotha Heinrich Blumenbach (* 1709; † 16. Juli 1787 in Gotha), der Schwester des Johann Friedrich Blumenbach. Aus der Ehe gingen sechs Söhne und zwei Töchter hervor, wovon jedoch nur drei Söhne den Vater überlebten. Von diesen kennt man den Sohn Friedrich Siegmund Voigt. Seine zweite Ehe 1804 schloss er mit Elisabetha Henrietta Johanna (1765–1842), die Tochter des geheimen Hofrats von Johann Ludwig von Eckhardt (1737–1800), der Witwe des Postmeisters Paul Ludwig Ferdinand Eber (* Weimar; † 21. Juni 1796 in Karlsbad, verh. 1786) und des Privatdozenten Johann Bernhard Vermehren (* 1774 in Lübeck; † 29. November 1803, verh. 1801).

## Werke (Auswahl)
- Grundkenntnisse vom Menschen und einige zu seiner frühen Ausbildung gehörigen Wissenschaften. Gotha 1780
- Erster Unterricht vom Menschen, und den vornehmsten, auf ihn sich beziehenden Dingen. Gotha 1781
- Commentatio Mathematica Exhibens Tentamen Ex Notione Distincta Et Completa Lineae Rectae Veritatem Axiomatis XI Euclidis Demonstrandi. Jena 1789 (Online)
- Grundlehren der reinen Mathematik. Jena 1791 (Online)
- Versuch einer neuen Theorie des Feuers, der Verbrennung, der künstlichen Luftarten, des Athmens, der Gährung, der Elektricität, des Lichtes und des Magnetismus. Jena 1793 (Online)
- Grundlehren der angewandten Mathematik. Jena 1794 (Online)
- Lehrbuch der populären Sternkunde. Weimar 1799 (Online)
- Entwicklung der physischen Beschaffenheit der Kometen und ihres dadurch begründeten natürlichen Einflusses auf andere Weltkörper. Rudolstadt 1808 (Online)
- Allgemeine Witterungslehre oder Entwickelung des physischen Zustandes unserer Atmosphäre und der daher rührenden Witterung. Rudolstadt 1808 (Online)
- Allgemeiner catholisch-protestantischer Calender, mit einer tabellarischen Nachweisung für die Jahre der christlichen Zeitrechnung von 1 bis 2200 und einer chronologischen Einleitung in die Geschichte des gesammten Calenderwesens Deutsch und französisch. Weimar 1809
- Cosmographische Entwicklung der vornehmsten Begriffe und Kenntnisse, welche bei einer zweckmäßigen Benutzung deer Himmels- und Erdkugel notwendig sind. Weimar 1810